# Grande Raccordo Anulare

Traçado do GRA.

A Auto estrada A90, mais conhecida como Grande Raccordo Anulare (G.R.A.), é uma autoestrada tangencial sem pedágio que circula anularmente o centro da cidade de Roma. Caracterizado de um traçado circular fechado e sem descontinuidade, de mão dupla, com pelo menos três vias de fluxo, possui um diâmetro médio de 21 Km e 68,223 Km de extensão, nela circulam diariamente cerca de 160.000 veículos, o que a põe entre as estradas com mais alto volume de trafego. Juntamente com a tangencial oeste, com as vias consulares e a Via Cristovão Colombo é uma das vias de escoamento mais importantes da Capital Italiana.
Embora o nome apresente de imediato a sua forma, na realidade trata-se de um acrónimo estudado artisticamente para compor o nome do engenheiro Eugenio Gra, presidente da Azienda Nazionale Autonoma delle Strade Statali (ANAS) à época da projeção da autoestrada.
A construção do GRA teve início em 1952 e foi sujeita a inúmeras obras de remodelação e readaptação.